# Monopszónia
A mikroökonómia, piacelmélet fogalomtárában a monopszónia (az ógörög μόνος (monosz) „egyetlen” és a ὀψωνία (opszónia) „vásárlás” szavakból) egy olyan piaci struktúra, melyben  a vizsgált terméknek több termelője (eladója) is van, ám fogyasztója (vásárlója) csupán egyetlen, így az egyetlen fogyasztónak jelentős ár- ill. mennyiségbefolyásoló ereje van. A monopszónia a tökéletlen verseny egyik formája, a monopólium ellentéte. A „monopszónia” (monopsony) kifejezés először Joan Robinson befolyásos könyvében, a The Economics of Imperfect Competition-ben jelent meg, bár ő Bertrand Hallwardnak tulajdonítja a kifejezés megalkotásának érdemét.
Példa a monopszóniára: egy kisváros mellett van egy szénbánya. Szinte minden lakó a szénbányában dolgozik, ezért a bánya tulajdonosa a neki tetsző mértékben csökkentheti a fizetéseket.

## Fordítás
- Ez a szócikk részben vagy egészben a  Monopsony című angol Wikipédia-szócikk ezen változatának fordításán alapul.  Az eredeti cikk szerkesztőit annak laptörténete sorolja fel. Ez a jelzés csupán a megfogalmazás eredetét és a szerzői jogokat jelzi, nem szolgál a cikkben szereplő információk forrásmegjelöléseként.